# Minato Yoshida (Fußballspieler, 2008)
Minato Yoshida (japanisch 吉田 湊海 Yoshida Minato; * 15. Juli 2008 in der Präfektur Kanagawa) ist ein japanischer Fußballspieler.

## Karriere

### Verein
Minato Yoshida erlernte das Fußballspielen in der Jugend des FC Tama sowie der Kashima Antlers. Sein Erstligadebüt als Jugendspieler gab Minato Yoshida am 29. April 2025 (13. Spieltag) im Auswärtsspiel gegen den Yokohama FC. Bei dem 3:0-Auswärtserfolg wurde er in der 90.+4' für Yūma Suzuki eingewechselt.

### Nationalmannschaft
Minato Yoshida spielt seit 2023 für verschiedene Junioren-Nationalmannschaften seines Heimatlandes. Mit der U17-Mannschaft nahm er an der U17-Asienmeisterschaft in Saudi-Arabien teil. Hier erreichte man das Viertelfinale, das man jedoch gegen den Gastgeber Saudi-Arabien verlor.